# Rachel Galinne
Rachel Galinne (hebräisch רחל גלעין, auch Gal'in, eigentlich Gluchowicz oder Glochovich; geboren am 7. Februar 1949 in Stockholm, Schweden) ist eine seit 1975 in Israel lebende  Komponistin zeitgenössischer Musik.

## Leben
Rachel Galinnes Eltern waren Zofia und Gershon Gluchowicz, polnisch-jüdische Holocaust-Überlebende, die nach Schweden geflohen waren.
Rachel Galinne studierte Klavier bei Gottfrid Boon, einem Schüler von Artur Schnabel, sowie Musik-, Erziehungs- und Filmwissenschaft an der Universität Stockholm und machte 1974 an der Universität Uppsala einen Bachelor-Abschluss im Fach Semitische Sprachen/Hebräisch.
1975 wanderte sie nach Israel aus und studierte an der Rubin Academy of Music der Universität Tel Aviv. Sie belegte die Fächer Komposition bei Leon Schidlowsky, Harmonielehre bei Yizhak Sadai, Kontrapunkt bei Joseph Dorfman, Partiturspiel bei Mordecai Seter und absolvierte nach dem Bachelor 1984 ihren Master-Abschluss 1988. Bereits während des Studiums hatte sie ihre Ausbildung in Frankreich bei Witold Lutosławski 1980 und in Deutschland bei den Darmstädter Ferienkursen 1984 ergänzt.
Nach ersten Erfolgen und Auszeichnungen verlegte sich Rachel Galinne ganz aufs Komponieren, sie arbeitet seither als freischaffende Komponistin.

## Schaffen
Rachel Galinnes Werk umfasst (Stand 2023) rund 50 Kompositionen. Im Verzeichnis finden sich Orchesterwerke, darunter zwei Sinfonien und zwei Doppelkonzerte für zwei Klaviere und Orchester, ferner Werke für Kammermusik, etwa für Streichquartett, Vokalmusik und Werke für Soloinstrumente.
In den 1980er Jahren, der Frühphase ihrer stilistischen Entwicklung, orientierte sie sich mit Kompositionen wie Islossning (1984) und Cycles (1986) an der europäischen Moderne, u. a. zeigten sich Einflüsse von Lutosławski und György Ligeti. In einer späteren, zunehmend postmodern beeinflussten Phase bevorzugte sie polystilistische Vielfalt. Kompositorisch setzte sie dabei eher auf eine Synthese als auf eine Konfrontation der Stile. So weist ihre 1. Sinfonie (1996) Bezüge zu Gustav Mahler und Paul Ben-Haim auf. Zudem verhandelt ihr Werk And We Shall Sing My Songs of Praise (1999) einen spirituellen Prozess, der sich auch als Kombination und allmählicher Übergang von atonalen hin zu tonalen Klängen darstellt.
Eine prägende Rolle in ihrem Werk spielt ihre jüdische Identität. Die Texte ihrer Vokalmusik entstammen oft biblischen Quellen, doch vertont sie auch säkulare Texte etwa von Else Lasker-Schüler (Dark Songs 1992/2004) und Nelly Sachs (Nation Shall Not Lift Up Sword Against Nation 2008).
Ihre jüngeren Werke wie I Will Walk in the Land of the Living (2006) sind nach Meinung von Musikologen verstärkt durch „Klarheit und Transparenz“ gekennzeichnet, außerdem finden sich Jazz-Einflüsse wie in A Voice Crieth in the Wilderness (2010).
Zu den Aufführenden ihrer Kompositionen zählen u. a. das Israel Philharmonic Orchestra, das Schwedische Radio-Sinfonieorchester, Dirigenten wie Gary Bertini, Theodor Guschlbauer, Nicholas Carthy, David Robertson und Sängerinnen wie Mira Zakai.
Seit 2011 befindet sich Rachel Galinnes Archiv in der Israelischen Nationalbibliothek.

## Auszeichnungen
Bereits 1990 wurde sie ausgewählt, um mit ihrer Komposition Islossning beim International Rostrum of Composers der UNESCO in Paris Israel zu vertreten. Ihr Stück Cycles erhielt 1993 eine Empfehlung für die Vienna Modern Masters Competition. 1994 gewann sie den Komponistenpreis des Premierministers, und im selben Jahr wurde sie für ihr Werk And We Shall Sing My Songs of Praise mit dem ACUM-Preis der Society of Authors, Composers and Music Publishers in Israel ausgezeichnet.

## Diskographie
- Uneginotai Nenagen – And We Shall Sing My Songs of Praise (1999)
- Prisms (2004)
- I Will Walk in the Land of the Living (2008)
- Kol Kore Bamidbar – A Voice Crieth in the Wilderness (2011)
- Facing Eternity (2014)
- The Human Condition (2023)[6]